# Carl Gustaf Lewenhaupt
Carl Gustaf Lewenhaupt (n. 7 ianuarie 1884, Örebro, Suedia – d. 11 mai 1935, parohia Oscar⁠(d), Comitatul Stockholm, Suedia) a fost un călăreț ce a reprezentat Suedia, medaliat olimpic. A participat la 2 ediții ale Jocurilor Olimpice (1920, 1924) în care a câștigat o medalie de argint și o medalie de bronz.